# Втрати 35-ї окремої мотострілецької бригади (РФ)
У статті наведено подробиці втрат 35-ї окремої мотострілецької бригади Збройних сил РФ у різних військових конфліктах.

## Російсько-українська війна
| п/п | Прізвище, ім'я, по-батькові                                            | Звання            | Дата народження | Дата смерті | Місце смерті         | Посада |
| --- | ---------------------------------------------------------------------- | ----------------- | --------------- | ----------- | -------------------- | --- |
| 1.  | Садиков В'ячеслав Рінатович (рос. Садыков Вячеслав Ринатович)          | рядовий           | 01.02.2000      | 27.02.2022  |                      | |
| 2.  | Захарченко Євген Євгенович (рос. Захарченко Евгений Евгеньевич)        | майор             | 03.01.1984      | 02.03.2022  | Чернігів             | військовий лікар                                                                                                   |
| 3.  | Черкашин Євген Геннадійович (рос. Черкашин Евгений Геннадьевич)        | капітан           | 06.09.1977      | 05.03.2022  |                      | командир взводу |
| 4.  | Лебедєв Юрій Сергійович (рос. Лебедев Юрий Сергеевич)                  | єфрейтор          | 11.10.2001      | 08.03.2022  | Чернігівська область | |
| 5.  | Корєнной Максим Миколайович (рос. Коренной Максим Николаевич)          | молодший сержант  | 02.04.1992      | 18.03.2022  |                      | механік-водій |
| 6.  | Лісовський Олег Вікторович (рос. Лисовский Олег Викторович)            | майор             | 10.05.1976      | 22.03.2022  | Чернігівська область | начальник штабу дивізіону                                                                                          |
| 7.  | Загретдінов Раміс Фаїсович (рос. Загретдинов Рамис Фаисович)           | майор             | 27.03.1988      | 10.05.2022  |                      | командир батальйону                                                                                                |
| 8.  | Карнаєв Віталій Васильович (рос. Карнаев Виталий Васильевич)           | єфрейтор          |                 | 10.05.2022  |                      | начальник радіостанції                                                                                             |
| 9.  | Селезньов Ярослав Петрович (рос. Селезнёв Ярослав Петрович)            | капітан           |                 | 10.05.2022  |                      | |
| 10. | Заїкин Дмитро Сергійович (рос. Заикин Дмитрий Сергеевич)               | старший лейтенант |                 | 11.05.2022  | Білогорівка          | командир взводу |
| 11. | Стаценко Олексій Андрійович (рос. Стаценко Алексей Андреевич)          | старший лейтенант | 06.01.1998      | 22.06.2022  |                      | командир взводу |
| 12. | Гром Андрій Вікторович (рос. Гром Андрей Викторович)                   | сержант           | 13.02.1990      | 02.09.2022  | Херсонська область   | кулеметник |
| 13. | Каркавін Ілля Вікторович (рос. Каркавин Илья Викторович)               | єфрейтор          | 22.08.2003      | 09.11.2022  |                      | снайпер-розвідник                                                                                                  |
| 14. | Ховалко Юрій Юрійович (рос. Ховалко Юрий Юрьевич)                      |                   | 03.04.1989      | 27.01.2023  | Червонопопівка       | міноментник |
| 15. | Степанов Володимир Володимирович (рос. Степанов Владимир Владимирович) |                   | 16.10.1975      | 27.03.2023  |                      | старший оператор станції радіоперешкод (РБ-331Б) взводу радіоперешкод (УКВ зв'язку) рота радіоелектронної боротьби |
| 16. | Берьозкін Максим Васильович (рос. Берёзкин Максим Васильевич)          | рядовий           | 07.05.1995      | 05.05.2023  | Луганська область    | |
| 17. | Андрєєв Євген Олександрович (рос. Андреев Евгений Александрович)       |                   | 30.11.1982      | 10.11.2023  | Гладківка            | |
| 18. | Аношкін Віталій Андрійович (рос. Аношкин Виталий Андреевич)            |                   | 23.11.1989      | 10.11.2023  | Гладківка            | |
| 19. | Базаров Василь Миколайович (рос. Базаров Василий Николаевич)           |                   | 05.05.1991      | 10.11.2023  | Гладківка            | мобілізований |
| 20. | Бубликов Мирон Олександрович (рос. Бубликов Мирон Александрович)       | рядовий           | 17.10.1976      | 10.11.2023  | Гладківка            | |
| 21. | Буньков Павло Федорович (рос. Буньков Павел Фёдорович)                 |                   | 19.04.1993      | 10.11.2023  | Гладківка            | |
| 22. | Веселкін Володимир Вікторович (рос. Весёлкин Владимир Викторович)      |                   | 09.01.1979      | 10.11.2023  | Гладківка            | |
| 23. | Галдукевич Андрій Іванович (рос. Галдукевич Андрей Иванович)           | сержант           | 02.12.1974      | 10.11.2023  | Гладківка            | командир відділення                                                                                                |
| 24. | Гальченко Руслан Анатолійович (рос. Гальченко Руслан Анатолиевич)      |                   | 01.01.1982      | 10.11.2023  | Гладківка            | мобілізований |
| 25. | Грицутенко Денис Олександрович (рос. Грицутенко Денис Александрович)   | рядовий           | 03.10.1982      | 10.11.2023  | Гладківка            | |
| 26. | Доржеєв Микола Олександрович (рос. Доржеев Николай Александрович       |                   | 07.02.1976      | 10.11.2023  | Гладківка            | відділення БПЛА ближньої дії, оператор                                                                             |
| 27. | Іванов Віталій Анатолійович (рос. Иванов Виталий Анатольевич)          | 12.04.1993        | 10.11.2023      | Гладківка   | мобілізований        | |
| 28. | Сабієв Куаниш Оразгалієвич (рос. Сабиев Куаныш Оразгалиевич)           |                   | 15.10.1981      | 13.02.2024  |                      | |
| 29. | Халліулін Дамір Ромазанович (рос. Халиуллин Дамир Ромазанович)         |                   | 25.07.1991      | 13.03.2024  | Авдіївка             | командир взводу |